# Braunau (Glonn)
Die Braunau ist ein Fluss in Oberbayern.
Sie entspringt im Landkreis Ebersberg in der Nähe von Berganger (Gemeinde Baiern), fließt in südöstlicher Richtung u. a. an den Orten Biberg, Söhl und Schönau vorbei und mündet im Landkreis Rosenheim bei Beyharting (Gemeinde Tuntenhausen) in die Glonn.